# Gåsspel

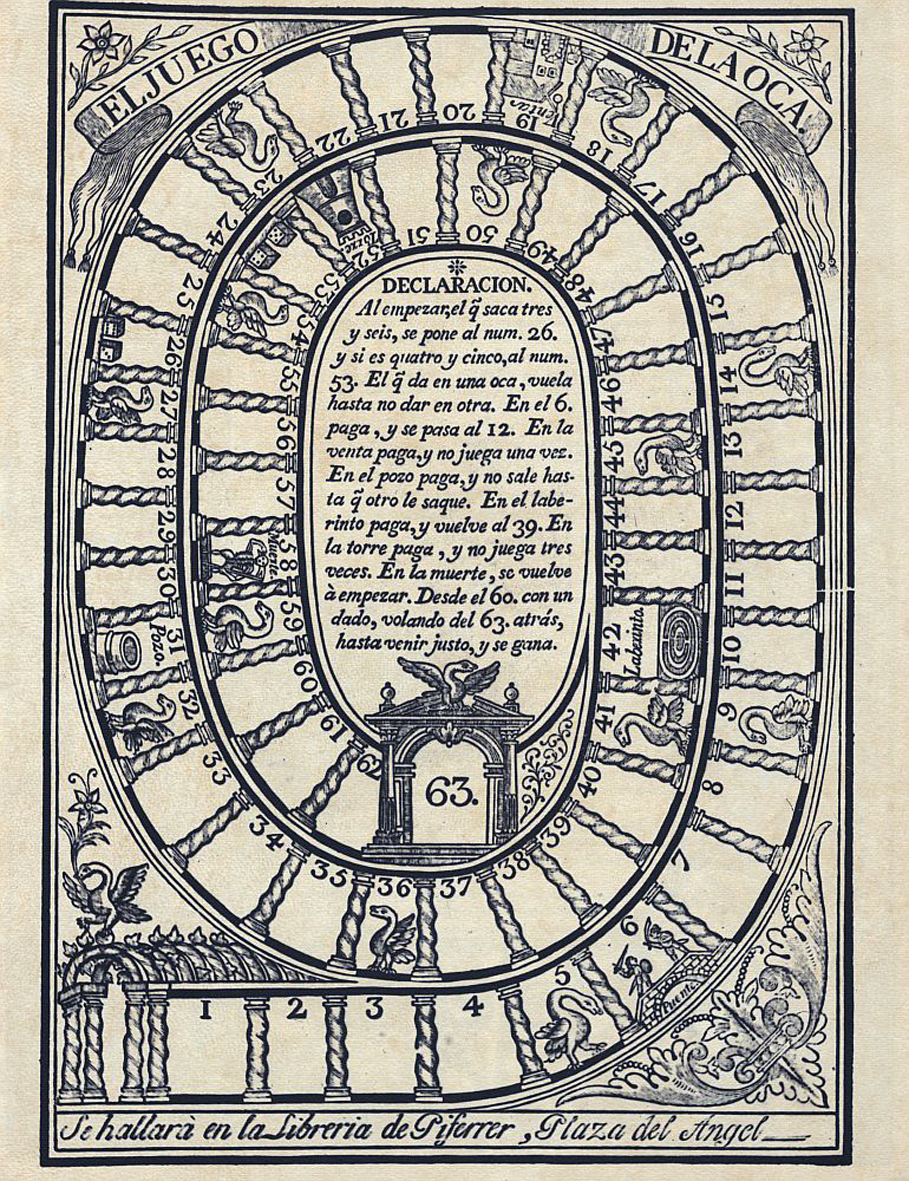
Gåsspel (Spanien, 1880-tal).

Gåsspel är ett klassiskt brädspel, som uppfanns i Italien omkring år 1580 och som sedan snabbt spred sig ut över Europa. En teori säger att spelet har sitt ursprung i Tempelherreorden och representerar pilgrimsfärden till Santiago de Compostela i kungariket Galicien . 
Spelbrädet har en spiralformad bana med vanligtvis 63 numrerade fält. Deltagarna flyttar varsin spelpjäs längs banan, styrda av kast med två tärningar. Vissa av fälten har speciella betydelser: en spelare som hamnar på ett av de fält som avbildar en gås får flytta framåt en extra gång, medan andra fält som till exempel ”bron”, ”värdshuset” och ”fängelset” tvingar spelaren att stanna, gå tillbaka eller betala till potten.
Den spelare som först med ett exakt tärningsslag når det sista fältet vinner spelet och tar hem potten.
Gåsspelet utgör prototypen för hela den stora grupp av brädspel, som går ut på att kasta en eller flera tärningar och flytta en pjäs på ett spelbräde för att komma först i mål, och där vissa av spelbrädets fält ger anvisningar som är till fördel eller nackdel för spelarna.